# Station Biarritz
Station Biarritz is een spoorwegstation in de Franse gemeente Biarritz. Het station ligt aan de rand van de stad, in de wijk La Négresse. Er wordt gestopt door de treinen tussen Parijs en Hendaye/Irún.
Voorheen was er een korte spoorlijn tussen dit station (toen Biarritz-La Négresse geheten) en het station Biarritz-Ville in het centrum van de stad. Steeds als er een trein stopte op Biarritz-La Négresse, zorgde een pendeltrein voor de verbinding met Biarritz-Ville. Biarritz-Ville is thans gesloten en de pendeldienst is opgeheven.
Biarritz is eindpunt voor de autoslaaptrein. Voorheen reden de autoslaaptreinen naar Biarritz-Ville.